# Cyphopisthes krikkeni
Cyphopisthes krikkeni is een keversoort uit de familie Hybosoridae. De wetenschappelijke naam van de soort is voor het eerst geldig gepubliceerd in 1980 door Paulian.